# 愛媛県道16号松山伊予線
愛媛県道16号松山伊予線（えひめけんどう16ごう まつやまいよせん）は、愛媛県松山市から伊予市までほぼ南北に走る主要地方道（愛媛県道）である。

## 概要
国道56号・愛媛県道326号松山松前伊予線との交点である和泉交差点から南東に分岐し、愛媛県道23号伊予川内線までを結ぶ全長6km余りの道路。松山市の市坪地区や古川地区の人口密集地等を通過する道路で、地域住民の最重要道路の1つとなっている。

### 路線データ
- 陸上距離：約6.1 km
- 起点：松山市和泉北（国道56号・愛媛県道326号松山松前伊予線交点）
- 終点：伊予市上野（愛媛県道23号伊予川内線交点）

## 歴史
- 1982年（昭和57年）
  - 4月1日 - 建設省（現・国土交通省）が一般県道松山伊予線を主要地方道松山伊予線に指定。
  - 10月15日 - 愛媛県が主要地方道16号松山今治線を廃止、一般県道192号松山伊予線を主要地方道16号松山伊予線に改称。
- 1993年（平成5年）5月11日 - 建設省から、主要県道松山伊予線が松山伊予線として主要地方道に再指定される[1]。

## 路線状況

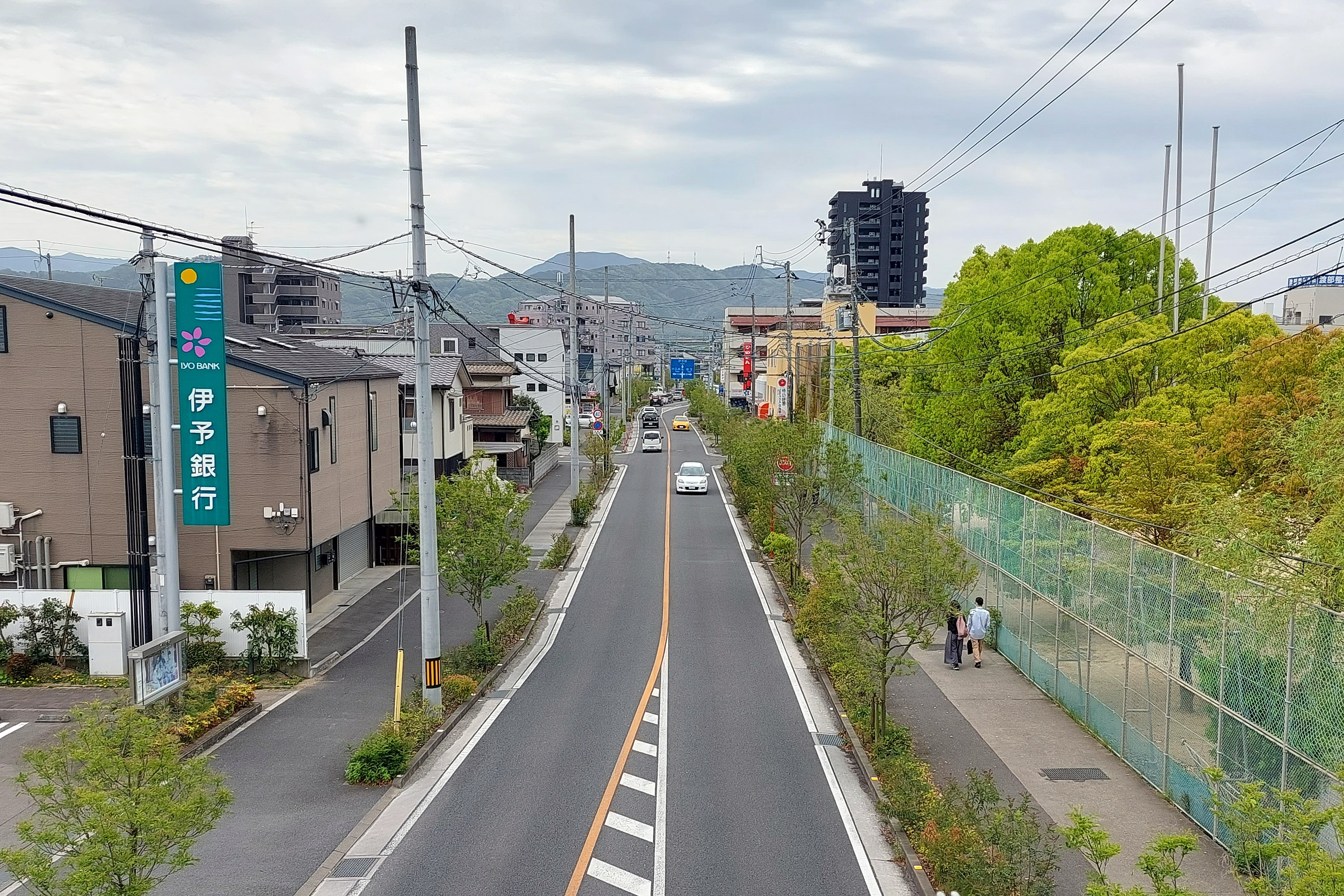
松山市古川北3丁目の愛媛県道16号（2024年）

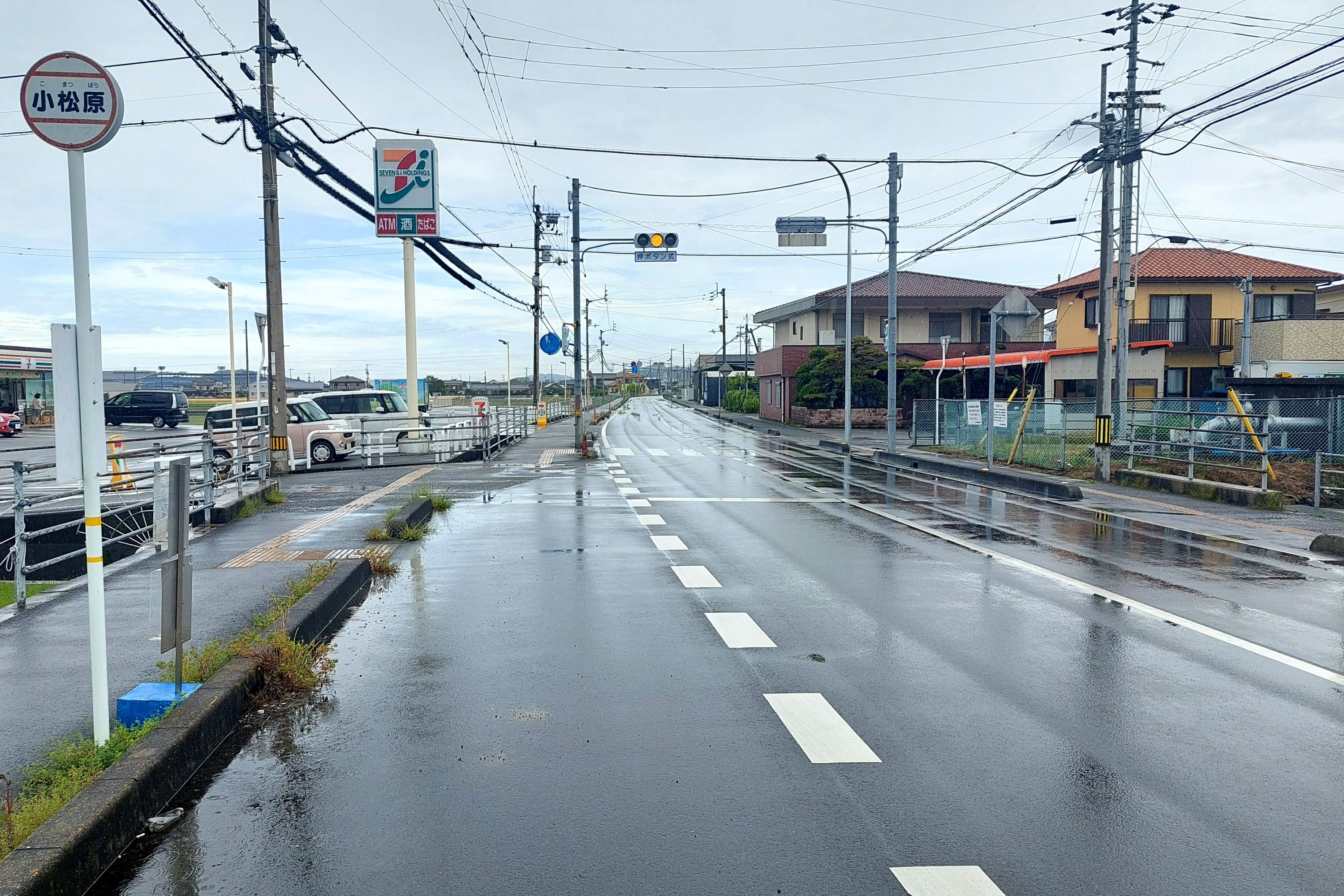
松前町出作の愛媛県道16号（2024年）

かつて国道56号からの分岐直後は通勤時間帯に限り、国道からの流入を禁止する一方通行路となっていたが、現在では規制を解除している。
また、国道56号から松山市と伊予郡松前町の市町境となる中川原橋付近までは、朝夕の通勤時間帯に慢性的な渋滞を引き起こしている。
松山市和泉北に石手川にかかる「和泉橋」があり松前町から松山市へ向けて走ると、橋を越えたところに進行方向が「左」「右斜め前」「右」の3通りの交差点がある。「右斜め前」と「右」での車線が異なることから、事故誘発につながるとドライバーの混乱を招いている。

### 名称・愛称
- 古川通り

### 重複区間
- 愛媛県道214号八倉松前線（伊予郡松前町出作 - 伊予市宮下）

## 地理

### 通過する自治体
- 松山市
- 伊予郡松前町
- 伊予市

### 交差する道路
松山市
- 国道56号・愛媛県道326号松山松前伊予線（起点）
- 愛媛県道190号久米垣生線（松山市古川西）
- 愛媛県道190号久米垣生線（松山市古川西）

伊予郡松前町
- 愛媛県道218号北伊予停車場線（伊予郡松前町出作）
- 愛媛県道214号八倉松前線（伊予郡松前町出作）

伊予市
- 愛媛県道214号八倉松前線（伊予市宮下）
- 愛媛県道23号伊予川内線（終点）

### 沿線にある施設など
鉄道駅
- 市坪駅（JR四国（四国旅客鉄道）予讃線）（松山市市坪南）
- 北伊予駅（JR四国（四国旅客鉄道）予讃線）（伊予郡松前町神崎）

教育施設
- 松山市立椿小学校（松山市古川）
- 松前町立北伊予小学校（伊予郡松前町神崎）

その他の施設
- まつやま椿郵便局（旧松山古川郵便局、2022年3月22日に旧郵便局から北に約300メートル移転して営業開始）[2]